# Jock Simpson
John Simpson, detto Jock (Pendleton, 25 dicembre 1885 – Falkirk, 4 gennaio 1959) è stato un calciatore inglese, di ruolo attaccante.

## Carriera

### Club
Fu capocannoniere del campionato scozzese 1908 e nel 1910.

### Nazionale
Esordì in Nazionale nel 1911, collezionò 8 presenze e 1 rete nei successivi 3 anni.

## Palmarès

### Club

#### Competizioni nazionali
- Campionato inglese: 1

Blackburn: 1911-1912
- Community Shield: 1

Blackburn: 1912